# Screven County
Das Screven County ist ein County im Bundesstaat Georgia der Vereinigten Staaten. Der Verwaltungssitz (County Seat) ist Sylvania.

## Geographie
Das County liegt im äußersten Osten von Georgia, an der Grenze zu South Carolina und hat eine Fläche von 1698 Quadratkilometern, wovon 18 Quadratkilometer Wasseroberfläche sind und grenzt im Uhrzeigersinn an folgende Countys: Effingham County, Bulloch County, Jenkins County und Burke County.

## Geschichte
Screven County wurde am 14. Dezember 1793 als 14. County von Georgia aus Teilen des Burke County und des Effingham County gebildet. Benannt wurde es nach General James Screven, der im Revolutionskrieg tödlich verwundet wurde. Aus dem Screven County wurden später das Bulloch County und das Jenkins County gebildet.

## Demografische Daten
Laut der Volkszählung von 2010 verteilten sich die damaligen 14.593 Einwohner auf 5.596 bewohnte Haushalte, was einen Schnitt von 2,53 Personen pro Haushalt ergibt. Insgesamt bestehen 6.739 Haushalte.
68,9 % der Haushalte waren Familienhaushalte (bestehend aus verheirateten Paaren mit oder ohne Nachkommen bzw. einem Elternteil mit Nachkomme) mit einer durchschnittlichen Größe von 3,07 Personen. In 34,0 % aller Haushalte lebten Kinder unter 18 Jahren sowie in 28,8 % aller Haushalte Personen mit mindestens 65 Jahren.
28,3 % der Bevölkerung waren jünger als 20 Jahre, 22,3 % waren 20 bis 39 Jahre alt, 28,1 % waren 40 bis 59 Jahre alt und 21,2 % waren mindestens 60 Jahre alt. Das mittlere Alter betrug 40 Jahre. 48,8 % der Bevölkerung waren männlich und 51,2 % weiblich.
54,6 % der Bevölkerung bezeichneten sich als Weiße, 43,3 % als Afroamerikaner, 0,3 % als Indianer und 0,4 % als Asian Americans. 0,3 % gaben die Angehörigkeit zu einer anderen Ethnie und 1,1 % zu mehreren Ethnien an. 1,2 % der Bevölkerung bestand aus Hispanics oder Latinos.
Das durchschnittliche Jahreseinkommen pro Haushalt lag bei 35.047 USD, dabei lebten 25,0 % der Bevölkerung unter der Armutsgrenze.

## Orte im Screven County
Orte im Screven County mit Einwohnerzahlen der Volkszählung von 2010:
Cities:
- Hiltonia – 342 Einwohner
- Oliver – 239 Einwohner
- Sylvania (County Seat) – 2956 Einwohner

Towns:
- Newington – 274 Einwohner
- Rocky Ford – 144 Einwohner